# Letiště Porto
Letiště Francisca de Sá Carneiro (IATA: OPO ICAO: LPPR) nebo jen letiště Porto je mezinárodní letiště obsluhující portugalské město Porto. Nachází se přibližně 11 km severozápadně od centra města, na území obcí Maia, Matosinhos a Vila do Conde. Má jednu asfaltovou dráhu dlouhou 3,5 kilometrů. Vzniklo v roce 1945, od roku 1990 je pojmenováno dle portugalského premiéra Francisca Sá Carneiro. K letišti vede linka E zdejšího metra, která je povrchová od stanice Estação Francos. V roce 2017 bylo druhým nejrušnějším letištěm v zemi a bylo leteckým uzlem aerolinií TAP Portugal, Ryanair a easyJet.